# 亚当·斯密问题
亚当·斯密问题，指19世纪末期在德国提出的以下问题，即亚当·斯密在《道德情操论》中提出的同感(sympathy)原理，與在《国富论》中提出的利己心原理相互矛盾。因此，认为斯密是受了法国唯物论的影响，导致从前者到后者的思想上的转变。“亚当·斯密问题”（das 'Adam Smith-Problem'）这个称呼，是19世纪德国学者最早提出的。
但是，问题的提出者忽视了《道德情操论》在《国富论》出版后还在改订的事实，并且将同感与利他心的概念混淆等同，这样的误解导致了该问题的提出。
虽然如此，该问题的提出以及随后《法学讲义》的发现，成为了加深研究亚当·斯密的思想体系中，伦理学和经济学及法学之间关系的契机。
對於亞當斯密在強調同情的道德情操論與強調私利的國富論兩書間是否存在矛盾，一直有很大爭論。由于政治、经济环境的急剧变化，19世纪，伴随着普鲁士统一德国的进程，德国学者们从一开始接受英国经济学，转向主张一种以德国为主体的经济学。不同学派的学者发生争议，进而诞生出「亞當-斯密問題」（das 'Adam Smith-Problem）。在道德情操論一書裡，斯密似乎強調人類在慈善動機下的意圖與行為的同步性，而在國富論裡這則被分裂為「看不見的手」，亞當斯密宣稱，在資本主義體制裡，個人依照他們自己的利益行動時，也會提升共同體的利益。於是這便解除了私利的矛盾，他也多次指出對於利己和人類動機的狹窄定義所可能引發的矛盾。不過這並不表示斯密的道德情操論一書否定了私利的重要性，他寫道：
因此，物種自我保衛和繁殖的機能架構，似乎是自然界給予所有動物的既定目標。人類具有嚮往這些目標的天性，而且也厭惡相反的東西；人類喜愛生命、恐懼死亡、盼望物種的延續和永恆、恐懼其物種的完全滅絕。雖然我們是如此強烈的嚮往這些目標，但它並沒有被交給我們那遲緩而不可靠的理性來決定，相反的，自然界指導我們運用原始而迅速的天性來決定實現這些目標的方式。飢餓、口渴、尋求異性的情慾、愛情的快樂、和對於痛苦的恐懼，都促使我們運用這些手段來達成其本身的目的，這些行動都將實現我們原先所未料想到的結果—偉大的自然界所設定的善良目標。